# Campionato mondiale di hockey su ghiaccio 1937
L'11º Campionato mondiale di hockey su ghiaccio, valido anche come 22º campionato europeo di hockey su ghiaccio, si tenne nel periodo fra il 17 e il 27 febbraio 1937 nella città di Londra, nel Regno Unito, nelle due arene di Wembley e Harringay. Al via si presentarono undici squadre, con i roster allargati fino a quattordici giocatori e l'esordio internazionale della Norvegia. Nella fase preliminare, composta da due gruppi quattro squadre ed uno da tre squadre, si qualificarono alla seconda fase tutte le squadre tranne le ultime classificate. Nella seconda fase, con due gruppi da quattro squadre, le prime due di ciascun gruppo si qualificarono al girone finale, mentre le altre squadre disputarono un girone di consolazione le posizioni dalla 5 alla 8.
Il Canada conquistò il nono titolo mondiale superando in finale i padroni di casa del Regno Unito, nazionale vincitrice del campionato europeo, mentre la medaglia di bronzo fu vinta dalla Svizzera.

## Gironi preliminari

### Gruppo A
| Londra 17 febbraio 1937, ore 15:00 | Ungheria | 4 – 1 (2-1; 0-0; 2-0) | Romania | Harringay Arena |

| Londra 17 febbraio 1937, ore 21:00 | Regno Unito | 6 – 0 (1-0; 1-0; 4-0) | Germania | Wembley Empire Pool |

| Londra 18 febbraio 1937, ore 21:00 | Regno Unito | 7 – 0 (0-0; 2-0; 5-0) | Ungheria | Harringay Arena |

| Londra 18 febbraio 1937, ore 22:30 | Germania | 4 – 2 (0-0; 1-0; 3-2) | Romania | Harringay Arena |

| Londra 19 febbraio 1937, ore 21:00 | Germania | 2 – 2 (1-0; 0-1; 1-1) | Ungheria | Wembley Empire Pool |

| Londra 19 febbraio 1937, ore 22:45 | Regno Unito | 11 – 0 (3-0; 5-0; 3-0) | Romania | Wembley Empire Pool |

| Pos. |             | PG | V | N | P | GF | GS | DR  | Pt |
| 1.   | Regno Unito | 3  | 3 | 0 | 0 | 24 | 0  | +24 | 6  |
| 2.   | Germania    | 3  | 1 | 1 | 1 | 6  | 10 | -4  | 3  |
| 3.   | Ungheria    | 3  | 1 | 1 | 1 | 6  | 10 | -4  | 3  |
| 4.   | Romania     | 3  | 0 | 0 | 3 | 3  | 19 | -16 | 0  |

### Gruppo B
| Londra 17 febbraio 1937, ore 22:45 | Cecoslovacchia | 7 – 0 (2-0; 3-0; 2-0) | Norvegia | Wembley Empire Pool |

| Londra 18 febbraio 1937, ore 15:45 | Svizzera | 13 – 2 (3-1; 6-1; 4-0) | Norvegia | Harringay Arena |

| Londra 19 febbraio 1937, ore 22:45 | Svizzera | 2 – 2 (0-0; 1-2; 1-0) | Cecoslovacchia | Harringay Arena |

| Pos. |                | PG | V | N | P | GF | GS | DR  | Pt |
| 1.   | Svizzera       | 2  | 1 | 1 | 0 | 15 | 4  | +11 | 3  |
| 2.   | Cecoslovacchia | 2  | 1 | 1 | 0 | 9  | 2  | +7  | 3  |
| 3.   | Norvegia       | 2  | 0 | 0 | 2 | 2  | 20 | -18 | 0  |

### Gruppo C
| Londra 17 febbraio 1937, ore 21:00 | Canada | 12 – 0 (2-0; 5-0; 5-0) | Francia | Harringay Arena |

| Londra 17 febbraio 1937, ore 22:45 | Polonia | 3 – 0 (0-0; 3-0; 0-0) | Svezia | Harringay Arena |

| Londra 18 febbraio 1937, ore 21:00 | Canada | 8 – 2 (3-1; 3-0; 2-1) | Polonia | Wembley Empire Pool |

| Londra 18 febbraio 1937, ore 22:50 | Francia | 2 – 1 (0-1; 1-0; 1-0) | Svezia | Harringay Arena |

| Londra 19 febbraio 1937, ore 16:00 | Polonia | 7 – 1 (2-1; 3-0; 2-0) | Francia | Wembley Empire Pool |

| Londra 19 febbraio 1937, ore 21:00 | Canada | 9 – 0 (4-0; 2-0; 3-0) | Svezia | Wembley Empire Pool |

| Pos. |         | PG | V | N | P | GF | GS | DR  | Pt |
| 1.   | Canada  | 3  | 3 | 0 | 0 | 29 | 2  | +27 | 6  |
| 2.   | Polonia | 3  | 2 | 0 | 1 | 12 | 9  | +3  | 4  |
| 3.   | Francia | 3  | 1 | 0 | 2 | 3  | 20 | -17 | 2  |
| 4.   | Svezia  | 3  | 0 | 0 | 3 | 1  | 14 | -13 | 0  |

## Seconda fase

### Gruppo A
| Londra 20 febbraio 1937, ore 21:00 | Cecoslovacchia | 0 – 3 (0-0; 0-2; 0-1) | Canada | Harringay Arena |

| Londra 20 febbraio 1937, ore 22:45 | Germania | 5 – 0 (1-0; 3-0; 1-0) | Francia | Wembley Empire Pool |

| Londra 21 febbraio 1937, ore 21:00 | Canada | 5 – 0 (0-0; 3-0; 2-0) | Germania | Wembley Empire Pool |

| Londra 21 febbraio 1937, ore 22:45 | Cecoslovacchia | 8 – 1 (2-1; 2-0; 4-0) | Francia | Harringay Arena |

| Londra 22 febbraio 1937, ore 21:00 | Canada | 13 – 1 (2-0; 4-0; 7-1) | Francia | Harringay Arena |

| Londra 22 febbraio 1937, ore 22:45 | Germania | 2 – 1 (d.t.s.) (0-0; 0-1; 1-0; 0-0; 0-0) | Cecoslovacchia | Wembley Empire Pool |

| Pos. |                | PG | V | N | P | GF | GS | DR  | Pt |
| 1.   | Canada         | 3  | 3 | 0 | 0 | 21 | 1  | +20 | 6  |
| 2.   | Germania       | 3  | 2 | 0 | 1 | 7  | 6  | +1  | 4  |
| 3.   | Cecoslovacchia | 3  | 1 | 0 | 2 | 9  | 6  | +3  | 2  |
| 4.   | Francia        | 3  | 0 | 0 | 3 | 2  | 26 | -24 | 0  |

### Gruppo B
| Londra 20 febbraio 1937, ore 21:00 | Regno Unito | 3 – 0 (1-0; 1-0; 1-0) | Svizzera | Wembley Empire Pool |

| Londra 20 febbraio 1937, ore 22:45 | Polonia | 4 – 0 (1-0; 1-0; 2-0) | Ungheria | Harringay Arena |

| Londra 21 febbraio 1937, ore 21:00 | Regno Unito | 11 – 0 (5-0; 4-0; 2-0) | Polonia | Harringay Arena |

| Londra 21 febbraio 1937, ore 22:45 | Svizzera | 4 – 2 (0-1; 2-2) | Ungheria | Wembley Empire Pool |

| Londra 22 febbraio 1937, ore 21:00 | Regno Unito | 5 – 0 (2-0; 4-0) | Ungheria | Wembley Empire Pool |

| Londra 22 febbraio 1937, ore 22:45 | Svizzera | 1 – 0 (0-0; 1-0; 0-0) | Polonia | Harringay Arena |

| Pos. |             | PG | V | N | P | GF | GS | DR  | Pt |
| 1.   | Regno Unito | 3  | 3 | 0 | 0 | 19 | 0  | +19 | 6  |
| 2.   | Svizzera    | 3  | 2 | 0 | 1 | 5  | 5  | 0   | 4  |
| 3.   | Polonia     | 3  | 1 | 0 | 2 | 4  | 12 | -8  | 2  |
| 4.   | Ungheria    | 3  | 0 | 0 | 3 | 2  | 13 | -11 | 0  |

## Girone di consolazione
| Londra 25 febbraio 1937 | Ungheria | 5 – 1 (1-0; 2-0; 2-1) | Francia | Harringay Arena |

| Londra 26 febbraio 1937 | Cecoslovacchia | 3 – 1 (1-0; 1-0; 1-1) | Francia | Wembley Empire Pool |

| Londra 27 febbraio 1937 | Cecoslovacchia | 0 – 0 (0-0; 0-0; 0-0) | Ungheria | Harringay Arena |

| Pos. |                | PG       | V        | N        | P        | GF       | GS       | DR       | Pt       |
| 5.   | Ungheria       | 2        | 1        | 1        | 0        | 5        | 1        | +4       | 3        |
| 6.   | Cecoslovacchia | 2        | 1        | 1        | 0        | 3        | 1        | +2       | 3        |
| 7.   | Francia        | 2        | 0        | 0        | 2        | 2        | 8        | -6       | 0        |
| 8.   | Polonia        | Ritirata | Ritirata | Ritirata | Ritirata | Ritirata | Ritirata | Ritirata | Ritirata |

## Girone finale
| Londra 25 febbraio 1937 | Regno Unito | 2 – 0 (d.t.s.) (0-0; 0-0; 0-0; 0-0; 0-0) | Svizzera | Wembley Empire Pool |

| Londra 25 febbraio 1937 | Canada | 5 – 0 (1-0; 2-0; 2-0) | Germania | Harringay Arena |

| Londra 26 febbraio 1937 | Svizzera | 6 – 0 (2-0; 2-0; 2-0) | Germania | Wembley Empire Pool |

| Londra 26 febbraio 1937 | Regno Unito | 0 – 3 (0-1; 0-1; 0-1) | Canada | Harringay Arena |

| Londra 27 febbraio 1937 | Canada | 2 – 1 (d.t.s.) (0-1; 1-1; 1-1; 1-1) | Svizzera | Harringay Arena |

| Londra 27 febbraio 1937 | Regno Unito | 5 – 0 (3-0; 1-0; 1-0) | Germania | Wembley Empire Pool |

| Pos. |             | PG | V | N | P | GF | GS | DR  | Pt |
| 1.   | Canada      | 3  | 3 | 0 | 0 | 10 | 1  | +9  | 6  |
| 2.   | Regno Unito | 3  | 2 | 0 | 1 | 7  | 3  | +4  | 4  |
| 3.   | Svizzera    | 3  | 1 | 0 | 2 | 7  | 4  | +3  | 2  |
| 4.   | Germania    | 3  | 0 | 0 | 3 | 0  | 16 | -16 | 0  |

## Graduatoria finale
| Pos | Squadra        |
| --- | -------------- |
|     | Canada         |
|     | Regno Unito    |
|     | Svizzera       |
| 4   | Germania       |
| 5   | Ungheria       |
| 6   | Cecoslovacchia |
| 7   | Francia        |
| 8   | Polonia        |
| 9   | Norvegia       |
| 10  | Svezia         |
| 11  | Romania        |

| Campione del mondo di hockey su ghiaccio 1937 |
| Canada 9º titolo                              |

| Pos | Squadra     | Formazione |
| --- | ----------- | --- |
|     | Canada      | Ralph Reading, Harry Robertson, Fred Botterill, T. Almack, James Kemp, Hugo Mackie, Gordon Wilson, Doug Keiver, George Goble, Ken Campbell, Fred Burnett, Paul Kozak, Eric Hornquist                     |
|     | Regno Unito | Jimmy Foster, Gordon Dailley, Carl Erhardt, John Davey, Alexander Archer, James Chappell, John Coward, Edgar Brenchley, J. Anderson, Goldie, J. Kelly, P. McPhail, N. McQuade, Archie Stinchcombe        |
|     | Svizzera    | Arnold Hirtz, Albert Künzler, Christian Badrutt, Franz Geromini, Ferdinand Cattini, Hans Cattini, Max Keller, Charles Kessler, Herbert Kessler, Heini Lohrer, Beat Rüedi, Bibi Torriani, Albert Geromini |

## Campionato europeo
Il torneo fu valido anche per il 22º campionato europeo e venne utilizzata la graduatoria finale del campionato mondiale per determinare le posizioni del torneo continentale; la vittoria andò per la terza volta al Regno Unito, giunto secondo nella classifica finale.
| Pos | Squadra        |
| --- | -------------- |
|     | Regno Unito    |
|     | Svizzera       |
|     | Germania       |
| 4   | Ungheria       |
| 5   | Cecoslovacchia |
| 6   | Francia        |
| 7   | Polonia        |
| 8   | Norvegia       |
| 9   | Svezia         |
| 10  | Romania        |